# Brayan Alcócer
Brayan Jesús Alcócer Narváez (Ciudad Guayana, Bolívar, Venezuela, 17 de agosto de 2003) es un futbolista venezolano que juega como delantero en el Deportivo la Guaira de la Primera División de Venezuela.

## Trayecotria
Alcócer fue cedido al Deportivo La Guaira en 2020, pero debido a la pandemia de COVID-19 en Venezuela, no realizó ninguna aparición. En su regreso a Mineros de Guayana para la temporada 2021, se convirtió en el jugador más joven en anotar para Mineros en la Copa Sudamericana.

## Selección nacional
Alcócer ha representado a Venezuela a nivel internacional juvenil. Disputó con Venezuela el Campeonato Sudamericano Sub-20 de 2023.

## Clubes
| Club                         | País      | Año           |
| ---------------------------- | --------- | ------------- |
| Mineros de Guayana           | Venezuela | 2019-2023     |
| Boston River                 | Uruguay   | 2023          |
| UCV FC (Cedido)              | Venezuela | 2024          |
| Deportivo la Guaira (Cedido) | Venezuela | 2025-presente |